# Matilde Ribeiro
Matilde Ribeiro GCRB (Flórida Paulista, 29 de julho de 1960) é uma professora, assistente social e ativista política brasileira filiada ao Partido dos Trabalhadores (PT), atuando nos movimentos negro e feminista. Foi ministra-chefe da Secretaria Especial de Políticas de Promoção da Igualdade Racial no Governo Lula.
Como ministra, além da política voltada aos quilombolas e do inicio da tramitação do Estatuto da Igualdade Racial, Matilde Ribeiro conseguiu convencer o presidente Lula na implementação das quotas raciais, tendo aprovada essa política pública (em detrimento da posição inicial dos ministros como Tarso Genro e Fernando Haddad, que defendiam somente quotas sociais). A polêmica em torno da aprovação das cotas raciais fez com que Matilde Ribeiro enfrentasse a oposição de jornalistas, como Ali Kamel da Rede Globo, que negavam a existência de racismo no Brasil. A lei das cotas raciais foi aprovada em 2012.
Atualmente, é professora adjunta da Universidade da Integração Internacional da Lusofonia Afro-Brasileira. Trabalhou no campus dos Malês em São Francisco do Conde, na Bahia, e hoje está lotada na sede da instituição em Redenção no Ceará.

## Biografia
Militante do movimento negro e do feminismo, formou-se em serviço social na Pontifícia Universidade Católica de São Paulo (PUC-SP). Nascida numa família de baixa renda, é filiada ao Partido dos Trabalhadores (PT). Após participar da equipe da campanha petista vitoriosa nas eleições presidenciais de 2002, ela foi convidada pelo presidente Luiz Inácio Lula da Silva para integrar o primeiro-escalão do governo em março de 2003. Ocupou até 1 de fevereiro de 2008 a Secretaria Especial de Políticas de Promoção da Igualdade Racial (SEPPIR), que tem status de ministério.
Esteve em Manaus, em abril de 2005, na I Conferência Estadual de Políticas de Promoção da Igualdade Racial, marcada pelo protestos do movimento mestiço contra a política de não-reconhecimento da identidade cabocla pela SEPPIR. Mesmo assim, em agosto do mesmo ano, foi admitida pelo presidente Lula a integrar a Ordem de Rio Branco já em seu último grau, a Grã-Cruz suplementar.

## Carreira Acadêmica
Aprovada em concurso público, Matilde Ribeiro é desde maio de 2014 professora no Instituto de Humanidades e Letras da Universidade da Integração Internacional da Lusofonia Afro-Brasileira. Em 2014 lançou o livro Políticas de Promoção da Igualdade Racial no Brasil (1986-2010) (Garamond, 2014), que foi saudado por Kabengele Munanga e Nilma Lino Gomes como uma referência fundamental para todos os estudiosos do tema.

## Controvérsias

### Declarações polêmicas
Frases suas abordando a questão das quotas raciais nas universidades públicas, "Acho melhor ter brancos ressentidos, mas negros dentro das universidades do que ter branco feliz e negro fora da universidade". Em uma entrevista à BBC Brasil, a ministra causou polêmica ao declarar que "não é racismo quando um negro se insurge contra um branco", e que "[a] reação de um negro de não querer conviver com um branco, ou não gostar de um branco, […] é natural". Após repercussão negativa, a SEPPIR divulgou nota de esclarecimento assim como houve nota da própria ministra no site do PT. Diversas entidades e instituições, inclusive afrodescendentes, manifestaram-se contra as declarações da ministra. No entanto, Matilde Ribeiro foi absolvida pelo Ministério Público da acusação de racismo, que ao analisar a íntegra da entrevista concedida pela então ministra para a BBC, constatou que "Ao contrário, a transcrição integral da entrevista demonstra que Matilde Ribeiro rechaçou tal possibilidade e expressamente desaprovou a conduta".
As declarações de Matilde Ribeiro, foram interpretadas de modo parcial pela imprensa, por exemplo, Reinaldo Azevedo, em março de 2007, em blogue da revista Veja, pedia que a ministra fosse demitida e processada.

### Denúncias de gastos
Entre o final de 2007 e o início de 2008 surgiram denúncias ligando a ministra a gastos considerados excessivos nos cartões de crédito corporativos distribuídos pelo governo federal a seus funcionários para custear despesas emergenciais. A ministra liderou as despesas, com gastos de 14 300 reais mensais em média, mais do que seu salário mensal de 10 700 reais.
Em 2007, pagou 171 500 reais em despesas de viagem, entre hotéis, restaurantes e aluguéis de carros (que responderam pela fatia mais pesada da fatura: 121 900 reais, sempre pagos à mesma empresa de locação de veículos); em 2006, suas despesas no cartão somaram 55 500 reais. Suas despesas foram quase sete vezes mais elevadas do que as do segundo colocado da lista; a assessoria da ministra justificou-se dizendo que, em 2006, teria havido necessidade de intensificar a relação com os novos governos estaduais e rediscutir políticas de promoção da igualdade racial, motivo pelo qual a ministra teria sido obrigada a viajar mais; suas despesas de viagem seriam feitas integralmente no cartão e, devido à falta de estrutura nos estados, tais como escritórios, carros oficiais e motoristas, as despesas com deslocamentos se elevaram. A secretaria ainda alegou ter usado os serviços da mesma locadora por ter "desempenho satisfatório pelo constante atendimento a autoridades, ofertando equipe qualificada em segurança e amplitude dos serviços em todo o território nacional", afirmando não haver contrato permanente com a empresa.
Em outubro de 2007, utilizou-se dos mesmos cartões para pagar despesa de 461 reais em um duty-free shop. Alertada pelo ministério, ela reconheceu o erro e ressarciu o valor à União em janeiro de 2008.
Em fevereiro de 2008, pediu demissão do cargo, pressionada pela mídia e ameaçada de demissão pelo Planalto por conta dos erros administrativos com gastos com cartão corporativo. Apesar do contexto conturbado do pedido de demissão, o presidente Lula afirmou "mantenho intactos o apreço e a confiança, continuará a ser uma das principais referências para todos aqueles que lutam contra o racismo, o preconceito e a exclusão social em nosso país".
A rápida "condenação" de Matilde Ribeiro por parte da mídia trouxe à tona questionamentos sobre a imaginação racista branca, como afirmou Jaime Amparo Alves na época: "Matilde foi fuzilada em tempo recorde, talvez isso explique a falta de reação do movimento negro frente ao linchamento público a que a ministra tem sido sumariamente submetida". As declarações fortes de Matilde Ribeiro negando a ideia de racismo invertido teriam sido o mote para que a imprensa se voltasse contra ela, com o objetivo de desqualificar as políticas de igualdade racial promovidas pelo Governo Lula. Já a agência de notícias Afropress avaliou que Matilde Ribeiro serviu como bode expiatório, já que 13 mil funcionários tinham acesso ao cartão corporativo e haviam gasto no ano anterior mais de 75 milhões de reais.
Em 31 de julho de 2008 o Ministério Público Federal (MPF) entregou a denúncia por improbidade administrativa à Justiça Federal, porém só foi divulgada pelo Procuradoria da República do Distrito Federal em 7 de agosto. A ação pede a devolução aos cofres públicos de cerca de 160 mil reais. Se for condenada, poderia perder os direitos políticos por até oito anos. Matilde Ribeiro foi absolvida pela Comissão de Ética da Presidência da República por falta de provas. Ela admitiu enganos em virtude da orientação equivocada de assessores e acabou devolvendo somente R$ 2 815,35, por orientação da Controladoria Geral da União (CGU).
Segundo Matilde Ribeiro os gastos com o cartão corporativo foram a solução para que a SEPPIR funcionasse, já que o órgão "não tinha estrutura para cumprir com todo ritual administrativo, e com o apoio da Casa Civil e Ministério da Justiça chegamos a solução do Cartão Corporativo para cobrir despesas com deslocamento, hospedagem e alimentação fora de Brasília. A única exceção no uso foi por engano, para pagamento de uma conta pessoal, cujo dinheiro foi devolvido, não causando nenhum dano aos cofres públicos. Todas as respostas foram concedidas aos órgãos competentes";